# Montederramo
Montederramo – gmina w Hiszpanii, w prowincji Ourense, w Galicji, o powierzchni 135,57 km². W 2011 roku gmina liczyła 894 mieszkańców.